# Globi d'oro 2008
La 48ª edizione dei Globi d'oro si è tenuta mercoledì 2 luglio 2008 a Villa Massimo a Roma.

## Candidati e vincitori
I vincitori sono indicati in grassetto, a seguire gli altri candidati.
Miglior film
- Tutta la vita davanti – Paolo Virzì
- Nelle tue mani – Peter Del Monte
- Nessuna qualità agli eroi – Paolo Franchi

Miglior regista
- Paolo Franchi – Nessuna qualità agli eroi
- Carmine Amoroso – Cover-boy
- Roberto Faenza – I Viceré

Miglior opera prima
- La ragazza del lago – Andrea Molaioli
- Lezioni di cioccolato – Claudio Cupellini
- Salvatore - Questa è la vita – Gian Paolo Cugno

Miglior attore
- Lando Buzzanca – I Viceré
- Elio Germano – Nessuna qualità agli eroi
- Toni Servillo – La ragazza del lago

Miglior attrice
- Sabrina Ferilli – Tutta la vita davanti
- Antonia Liskova – Riparo
- Kasia Smutniak –  Nelle tue mani

Miglior sceneggiatura
- Sandro Petraglia – La ragazza del lago
- Carmine Amoroso – Cover-boy
- Paolo Franchi– Nessuna qualità agli eroi

Miglior fotografia
- Maurizio Calvesi – I Viceré
- Ramiro Civita – La ragazza del lago
- Riccardo Gambacciani – Guido che sfidò le Brigate Rosse

Miglior musica
- Luis Bacalov – Hotel Meina
- Franco Piersanti – Tutta la vita davanti
- Pino Donaggio – Guido che sfidò le Brigate Rosse

Miglior cortometraggio
- Uno Scippo – Alfonso Postiglione
- Ballerina – Rosario Errico
- Strani Amori – Roberto Scarpetti

Premio Migliore Distributore
- Teodora Film

Premio Migliore Produttore
Andrea Occhipinti e Gianluca Arcopinto – Sonetàula
Migliore film europeo
- Irina Palm - Il talento di una donna inglese, regia di Sam Garbarski

Migliore attrice europea
- Maria de Medeiros

Gran Premio della stampa estera
- Sonetàula, regia di Alfonso Postiglione

Globo d'oro al regista rivelazione
- Gian Paolo Cugno

Globo d'oro all'attrice rivelazione
- Antonia Liskova
- Kasia Smutniak

Globo d'oro all'attore rivelazione
- Nathalie Rapti Gomez

Globo d'oro europeo
- Caterina Murino

Globo d'oro alla carriera
- Liliana Cavani
- Giuliano Gemma

Globo d'oro speciale
- Alessandro Gassmann – Caos calmo
- Vauro Senesi – Gli altri bambini
- Carlo Lizzani – Hotel Meina